# Grande Prêmio da Austrália de 2019
O Grande Prêmio da Austrália de 2019 (formalmente denominado 2019 Formula 1 Rolex Australian Grand Prix) foi a primeira etapa da temporada de 2019 da Fórmula 1, disputada em 17 de março de 2019 no Circuito de Albert Park em Melbourne, Austrália

## Relatório

### Antecedentes
Morte de Charlie Whiting
O fim de semana de abertura da temporada 2019 do Mundial de F1 foi de luto. Charlie Whiting morreu nas primeiras horas da quinta-feira (14, de acordo com o horário australiano) vítima de uma embolia pulmonar. Whiting, que estava na F1 desde 1977, trabalhava para a FIA desde 1988 e era diretor de corridas desde 1997, tinha 66 anos de idade - 42 deles dedicados à categoria.
Whiting estava na Austrália, inclusive apareceu no paddock do Albert Park, para cumprir normalmente as funções durante o retorno das atividades da F1. Foi lá em Melbourne que passou mal e morreu.

### Treino Classificatório
Q1
A Mercedes dominou a maior parte da etapa inicial do treino. Na primeira série de tentativas, Bottas superou Hamilton por pouco, mas o inglês depois reagiu cravando o melhor tempo do fim de semana até então (1m22s043). Vettel, com pneus médios, não fez um grande tempo.
A briga foi extremamente acirrada nos minutos finais de treino. Charles Leclerc chegou a ficar na zona de eliminação, mas na última volta fez o melhor tempo, superando Hamilton em 0s026. Antonio Giovinazzi acertou ótima volta e pulou para quarto - seu companheiro Kimi Raikkonen ficou a uma posição de ser eliminado, em 15º.
Além dos já esperados pilotos da Williams, entre os eliminados, uma grande surpresa: Pierre Gasly com o carro da RBR. Carlos Sainz, com a McLaren, também caiu, assim como Lance Stroll (Racing Point).
Eliminados: Lance Stroll (Racing Point), Pierre Gasly (Red Bull Racing), Carlos Sainz Jr. (McLaren), George Russell (Williams) e Robert Kubica (Williams)
Q2
Charles Leclerc foi o primeiro a fazer uma volta competitiva, em 1m21s739, mas logo foi superado por Max Verstappen e Valtteri Bottas, que baixou para 1m21s241, se aproximando do tempo da pole position do ano passado. Na primeira tentativa, Hamilton e Vettel ficaram em quarto e quinto, respectivamente.
No entanto, o pentacampeão melhorou sua marca para 1m21s014, superou a própria pole de 2017, e estabeleceu a melhor volta da história do circuito de Melbourne. Já Vettel deu uma escapada e acabou em sexto.
No finalzinho, Norris conseguiu o nono lugar, ficando logo atrás de Raikkonen, enquanto Pérez arrancou a última vaga no Q3. O destaque negativo ficou para a Renault, que não conseguiu colocar nenhum carro na etapa final do treino, assim como a Toro Rosso.
Eliminados: Nico Hulkenberg (Renault), Daniel Ricciardo (Renault), Alexander Albon (Toro Rosso), Antonio Giovinazzi (Alfa Romeo) e Danill Kvyat (Toro Rosso)
Q3
A Mercedes voltou a mostrar força logo no começo do Q3, e Valtteri Bottas destruiu o recorde da pista ao cravar o impressionante tempo de 1m20s598, batendo Hamilton em 0s457 - o inglês errou na sua primeira tentativa. Os dois ficaram bem distantes do terceiro colocado Vettel.
Na última volta, Hamilton extraiu um tempo ainda mais incrível, com 1m20s486, enquanto Bottas melhorou para 1m20s598, mas não o suficiente para a pole position. Vettel, que prometia tanto com a Ferrari, ficou muito mais longe do que se esperava.

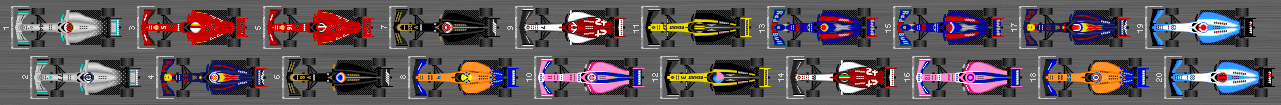
Grid de Largada

### Corrida
O grande nome de uma largada quase toda sem problemas foi Valtteri Bottas, que conseguiu fazer a ultrapassagem sobre Lewis Hamilton e assumiu a liderança antes da primeira curva do GP da Austrália. Mais atrás, Daniel Ricciardo largou mal, passou pela grama e danificou a asa dianteira da sua Renault, despencando para a última colocação, tendo de parar nos boxes para efetuar a troca da peça — e também da troca de pneus, calçando os compostos duros para ir até o fim. De restante, uma primeira volta limpa em Melbourne.
Bottas, Hamilton, Sebastian Vettel, Max Verstappen, Charles Leclerc, Kevin Magnussen, Romain Grosjean, Nico Hülkenberg, Kimi Räikkönen e Lando Norris formavam o top-10 inicial.
A corrida deste domingo foi a primeira oportunidade para ver a eficácia das novas regras aerodinâmicas para facilitar o número de ultrapassagens na F1. Mas as primeiras brigas por posição demoraram a surgir.
Com ritmo impressionante, Bottas conseguia aumentar para 2s3 a vantagem para Hamilton com sete voltas completadas. Mais atrás, Robert Kubica, na corrida que marcou seu retorno à F1 depois de oito anos, também parou nos boxes para efetuar a troca da asa dianteira. Dois giros depois, Leclerc passeou pela grama na saída da curva 1.
O primeiro abandono da temporada foi o de Carlos Sainz, que encerrou sua corrida na volta 11 depois de ver o motor Renault da sua McLaren sofrer um princípio de incêndio depois de reportar uma perda de potência. Assim como fizeram muitas vezes seu antecessor na equipe, Fernando Alonso. Duas voltas mais tarde, Räikkönen foi o primeiro piloto a fazer seu pit-stop programado no GP da Austrália, abrindo a série com a vinda de vários competidores aos boxes pouco depois.
Dentre os pilotos da Mercedes, Hamilton foi quem fez primeiro seu pit-stop. Ainda nos boxes, Romain Grosjean teve uma parada problemática com o encaixe da roda dianteira esquerda, perdendo muito tempo com uma troca de 10s. Enquanto as primeiras brigas começavam a surgir no pelotão intermediário, Bottas aproveitava as dificuldades de Hamilton no tráfego e abria vantagem antes de fazer sua parada, com direito a volta mais rápida.
Ainda no pelotão intermediário, a Alfa Romeo de Antonio Giovinazzi era quem tinha menos ritmo — pelo fato de o italiano ainda não ter feito seu primeiro pit-stop — e segurava o pelotão que vinha atrás, com Lando Norris e Romain Grosjean, 13º e 14º, respectivamente, lutando para ultrapassar o carro #99.
Bottas finalmente fez seu primeiro pit-stop na volta 24, tendo um pneu oito giros mais novo em relação a Hamilton. Momentaneamente, Verstappen assumiu a liderança por ainda não ter feito sua parada. Mas a Red Bull chamou o holandês para o pit e fez um grande trabalho com a troca mais rápida da prova, com Max voltando em quinto, atrás de Vettel. Já o finlandês tinha uma vantagem de 13s perante seu companheiro de equipe e caminhava para uma grande vitória para abrir a temporada.
uando Leclerc fez seu pit-stop, Hamilton voltou à segunda colocação, mas com 15s1 de desvantagem para Bottas com 29 voltas completadas. Assim, só um grande problema tiraria do nórdico uma surpreendente vitória em Melbourne.
Se Hamilton era uma decepção, o mesmo poderia ser dito em relação à Ferrari. Vettel sucumbiu ao melhor ritmo da Red Bull de Verstappen e foi ultrapassado na volta 31, com o holandês subindo para a terceira posição. Lá atrás, Daniel Ricciardo e Grosjean abandonaram a prova, quase ao mesmo tempo. Um começo difícil de temporada, sobretudo para o australiano. No caso do franco-suíço, o filme de 2018 se repetiu, e o abandono se deu por conta da roda solta do seu carro.
Com ritmo bem inferior por conta dos pneus mais gastos, Hamilton, 18s8 atrás de Bottas, também não conseguiu segurar o melhor ritmo de Verstappen, que vinha com muita força para buscar o segundo lugar.
ma outra disputa que chamava a atenção era a luta entre Daniil Kvyat e Pierre Gasly. Um, de volta à F1; o outro, na sua estreia pela Red Bull. No confronto entre os dois jovens pilotos, o russo conseguiu andar à frente, mesmo com pneus duros, e segurou bem o francês, que iniciou seu novo ciclo já sendo pressionado depois de um fim de semana difícil.
E na briga interna da Ferrari, Vettel começava a perder ritmo e começava a ver o carro de Leclerc se aproximar nos retrovisores. A ponto de perguntar à equipe: "Por que estou tão lento?".
Mesmo tendo um carro melhor e pneus mais rápidos que Kvyat, Gasly não conseguia ultrapassar o russo. À sua frente, na mesma reta, aparecia Bottas, com uma volta de vantagem, e Hülkenberg, Räikkönen e Lance Stroll, sétimo, oitavo e nono colocados, respectivamente. O canadense fazia uma boa estreia pela Racing Point, em contraste com Sergio Pérez, que largou em décimo e vinha somente em 13º.
Com quatro voltas para o fim, Verstappen registrou a volta mais rápida da prova e se aproximou de vez da Mercedes de Hamilton. Bottas, então, apertou o ritmo para retomar o ponto extra da corrida, e o fez com 1min25s580, na penúltima volta. Uma performance irresistível do finlandês, o grande nome do domingo na Austrália.

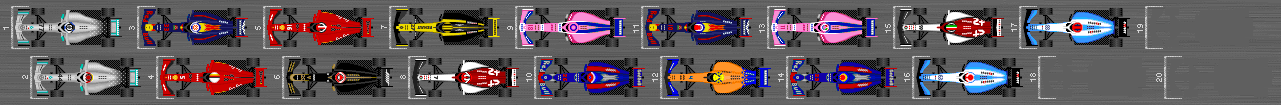
Resultado da corrida

## Pneus
| Nome do composto | Cor | Banda de rolamento | Condições de Tempo | Dry Type | Aderência       | Longevidade   |
| ---------------- | --- | ------------------ | ------------------ | -------- | --------------- | ------------- |
| Macio (C4)       |     | Slick (P Zero)     | Seco               | Soft     | Mais aderência  | Menos durável |
| Médio (C3)       |     | Slick (P Zero)     | Seco               | Medium   | Médio           | Médio         |
| Duro (C2)        |     | Slick (P Zero)     | Seco               | Hard     | Menos aderência | Mais durável  |

| Escolhas de Pneus de cada piloto para o GP da Austrália: | Escolhas de Pneus de cada piloto para o GP da Austrália: | Escolhas de Pneus de cada piloto para o GP da Austrália: | Escolhas de Pneus de cada piloto para o GP da Austrália: | Escolhas de Pneus de cada piloto para o GP da Austrália: | Escolhas de Pneus de cada piloto para o GP da Austrália: |
| -------------------------------------------------------- | -------------------------------------------------------- | -------------------------------------------------------- | -------------------------------------------------------- | -------------------------------------------------------- | -------------------------------------------------------- |
| Nº                                                       | Pilotos                                                  | Equipe(s)                                                | Duro                                                     | Médio                                                    | Macio                                                    |
| 44                                                       | Lewis Hamilton                                           | Mercedes                                                 |                                                          |                                                          |                                                          |
| 77                                                       | Valtteri Bottas                                          | Mercedes                                                 |                                                          |                                                          |                                                          |
| 5                                                        | Sebastian Vettel                                         | Ferrari                                                  |                                                          |                                                          |                                                          |
| 16                                                       | Charles Leclerc                                          | Ferrari                                                  |                                                          |                                                          |                                                          |
| 33                                                       | Max Verstappen                                           | Red Bull-Honda                                           |                                                          |                                                          |                                                          |
| 10                                                       | Pierre Gasly                                             | Red Bull-Honda                                           |                                                          |                                                          |                                                          |
| 3                                                        | Daniel Ricciardo                                         | Renault                                                  |                                                          |                                                          |                                                          |
| 27                                                       | Nico Hülkenberg                                          | Renault                                                  |                                                          |                                                          |                                                          |
| 8                                                        | Romain Grosjean                                          | Haas-Ferrari                                             |                                                          |                                                          |                                                          |
| 20                                                       | Kevin Magnussen                                          | Haas-Ferrari                                             |                                                          |                                                          |                                                          |
| 55                                                       | Carlos Sainz Jr.                                         | McLaren-Renault                                          |                                                          |                                                          |                                                          |
| 4                                                        | Lando Norris                                             | McLaren-Renault                                          |                                                          |                                                          |                                                          |
| 11                                                       | Sergio Pérez                                             | Racing Point-Mercedes                                    |                                                          |                                                          |                                                          |
| 18                                                       | Lance Stroll                                             | Racing Point-Mercedes                                    |                                                          |                                                          |                                                          |
| 7                                                        | Kimi Raikkonen                                           | Alfa Romeo Racing-Ferrari                                |                                                          |                                                          |                                                          |
| 99                                                       | Antonio Giovinazzi                                       | Alfa Romeo Racing-Ferrari                                |                                                          |                                                          |                                                          |
| 23                                                       | Alexander Albon                                          | Toro Rosso-Honda                                         |                                                          |                                                          |                                                          |
| 26                                                       | Daniil Kvyat                                             | Toro Rosso-Honda                                         |                                                          |                                                          |                                                          |
| 88                                                       | Robert Kubica                                            | Williams-Mercedes                                        |                                                          |                                                          |                                                          |
| 63                                                       | George Russell                                           | Williams-Mercedes                                        |                                                          |                                                          |                                                          |

## Resultados

### Treino Classificatório
| Pos.                     | Nº | Piloto             | Construtor                | Q1       | Pneus | Q2       | Pneus | Q3       | Pneus | Grid |
| ------------------------ | -- | ------------------ | ------------------------- | -------- | ----- | -------- | ----- | -------- | ----- | ---- |
| 1                        | 44 | Lewis Hamilton     | Mercedes                  | 1:22.043 |       | 1:21.014 |       | 1:20.486 |       | 1    |
| 2                        | 77 | Valtteri Bottas    | Mercedes                  | 1:22.367 |       | 1:21.193 |       | 1:20.598 |       | 2    |
| 3                        | 5  | Sebastian Vettel   | Ferrari                   | 1:22.885 |       | 1:21.912 |       | 1:21.190 |       | 3    |
| 4                        | 33 | Max Verstappen     | Red Bull-Honda            | 1:22.876 |       | 1:21.678 |       | 1:21.320 |       | 4    |
| 5                        | 16 | Charles Leclerc    | Ferrari                   | 1:22.017 |       | 1:21.739 |       | 1:21.442 |       | 5    |
| 6                        | 8  | Romain Grosjean    | Haas-Ferrari              | 1:22.959 |       | 1:21.870 |       | 1:21.826 |       | 6    |
| 7                        | 20 | Kevin Magnussen    | Haas-Ferrari              | 1:22.519 |       | 1:22.221 |       | 1:22.099 |       | 7    |
| 8                        | 4  | Lando Norris       | McLaren-Renault           | 1:22.702 |       | 1:22.423 |       | 1:22.304 |       | 8    |
| 9                        | 7  | Kimi Räikkönen     | Alfa Romeo-Ferrari        | 1:22.966 |       | 1:22.349 |       | 1:22.314 |       | 9    |
| 10                       | 11 | Sergio Pérez       | Racing Point-BWT Mercedes | 1:22.908 |       | 1:22.532 |       | 1:22.781 |       | 10   |
| 11                       | 27 | Nico Hülkenberg    | Renault                   | 1:22.540 |       | 1:22.562 |       | —        | —     | 11   |
| 12                       | 3  | Daniel Ricciardo   | Renault                   | 1:22.921 |       | 1:22.570 |       | —        | —     | 12   |
| 13                       | 23 | Alexander Albon    | Toro Rosso-Honda          | 1:22.757 |       | 1:22.636 |       | —        | —     | 13   |
| 14                       | 99 | Antonio Giovinazzi | Alfa Romeo-Ferrari        | 1:22.431 |       | 1:22.714 |       | —        | —     | 14   |
| 15                       | 26 | Daniil Kvyat       | Toro Rosso-Honda          | 1:22.511 |       | 1:22.774 |       | —        | —     | 15   |
| 16                       | 18 | Lance Stroll       | Racing Point-BWT Mercedes | 1:23.017 |       | —        | —     | —        | —     | 16   |
| 17                       | 10 | Pierre Gasly       | Red Bull-Honda            | 1:23.020 |       | —        | —     | —        | —     | 17   |
| 18                       | 55 | Carlos Sainz Jr.   | McLaren-Renault           | 1:23.084 |       | —        | —     | —        | —     | 18   |
| 19                       | 63 | George Russell     | Williams-Mercedes         | 1:24.360 |       | —        | —     | —        | —     | 19   |
| 20                       | 88 | Robert Kubica      | Williams-Mercedes         | 1:26.067 |       | —        | —     | —        | —     | 20   |
| Tempo dos 107%: 1:27.758 |    |                    |                           |          |       |          |       |          |       |      |
| Fonte:                   |    |                    |                           |          |       |          |       |          |       |      |

Notas

### Corrida
| Pos.   | Nu. | Piloto             | Construtor                | Voltas | Tempo/Retirado | Pit Stop | Pneus | Grid | Pontos  |
| ------ | --- | ------------------ | ------------------------- | ------ | -------------- | -------- | ----- | ---- | ------- |
| 1      | 77  | Valtteri Bottas    | Mercedes                  | 58     | 1:25:27.325    | 1        |       | 2    | 25 (1)2 |
| 2      | 44  | Lewis Hamilton     | Mercedes                  | 58     | +20.886        | 1        |       | 1    | 18      |
| 3      | 33  | Max Verstappen     | Red Bull-Honda            | 58     | +22.520        | 1        |       | 4    | 15      |
| 4      | 5   | Sebastian Vettel   | Ferrari                   | 58     | +57.109        | 1        |       | 3    | 12      |
| 5      | 16  | Charles Leclerc    | Ferrari                   | 58     | +58.203        | 1        |       | 5    | 10      |
| 6      | 20  | Kevin Magnussen    | Haas-Ferrari              | 58     | +1:27.156      | 1        |       | 7    | 8       |
| 7      | 27  | Nico Hülkenberg    | Renault                   | 57     | +1 Volta       | 1        |       | 11   | 6       |
| 8      | 7   | Kimi Räikkönen     | Alfa Romeo-Ferrari        | 57     | +1 Volta       | 1        |       | 9    | 4       |
| 9      | 18  | Lance Stroll       | Racing Point-BWT Mercedes | 57     | +1 Volta       | 1        |       | 16   | 2       |
| 10     | 26  | Daniil Kvyat       | Toro Rosso-Honda          | 57     | +1 Volta       | 1        |       | 15   | 1       |
| 11     | 10  | Pierre Gasly       | Red Bull-Honda            | 57     | +1 Volta       | 1        |       | 17   |         |
| 12     | 4   | Lando Norris       | McLaren-Renault           | 57     | +1 Volta       | 1        |       | 8    |         |
| 13     | 11  | Sergio Pérez       | Racing Point-BWT Mercedes | 57     | +1 Volta       | 1        |       | 10   |         |
| 14     | 23  | Alexander Albon    | Toro Rosso-Honda          | 57     | +1 Volta       | 1        |       | 13   |         |
| 15     | 99  | Antonio Giovinazzi | Alfa Romeo-Ferrari        | 57     | +1 Volta       | 1        |       | 14   |         |
| 16     | 63  | George Russell     | Williams-Mercedes         | 56     | +2 Voltas      | 2        |       | 19   |         |
| 17     | 88  | Robert Kubica      | Williams-Mercedes         | 55     | +3 Voltas      | 3        |       | 20   |         |
| Ret    | 8   | Romain Grosjean    | Haas-Ferrari              | 29     | Pneu           | 1        |       | 6    |         |
| Ret    | 3   | Daniel Ricciardo   | Renault                   | 28     | Colisão        | 2        |       | 12   |         |
| Ret    | 55  | Carlos Sainz Jr.   | McLaren-Renault           | 9      | Motor          | 0        |       | 18   |         |
| Fonte: |     |                    |                           |        |                |          |       |      |         |

Notas
↑2  - Um ponto extra por ter feito a volta mais rápida da corrida.

## Curiosidades
- Primeira corrida de Lando Norris.
- Primeira corrida de Alexander Albon.
- Primeira corrida de George Russell.
- Retorno de Antonio Giovinazzi desde o Grande Prêmio da China de 2017
- Retorno de Daniil Kvyat desde o Grande Prêmio dos Estados Unidos de 2017
- Retorno de Robert Kubica desde o Grande Prêmio de Abu Dhabi de 2010
- Estreias de Daniel Ricciardo na Renault,George Russell na Williams, Kimi Raikkonen na Alfa Romeo, Alexander Albon na Toro Rosso, Carlos Sainz na Mclaren, Lance Stroll na Racing Point, Pierre Gasly na Red Bull e Charles Leclerc na Ferrari.
- Primeiro pódio do motor Honda desde que Rubens Barrichello foi em terceiro no Grande Prêmio da Grã-Bretanha de 2008.
- Primeiros pontos da equipe Racing Point, logo na corrida de estreia.
- A Alfa Romeo não pontuava desde o GP da Europa de 1984, com um sexto lugar Riccardo Patrese.
- Última corrida no traçado de 5,303 km.

## Voltas na Liderança
- Commons

| Nº de Voltas | Piloto          | Voltas           |
| ------------ | --------------- | ---------------- |
| 56           | Valtteri Bottas | (1-22) e (25-58) |
| 2            | Max Verstappen  | (23-24)          |

## 2019DHLFastest Pit Stop Award

### Resultado
| 1      | 10 | França        |  | 2.19 | 25 |
| 2      | 33 | Países Baixos |  | 2.30 | 18 |
| 3      | 63 | Reino Unido   |  | 2.38 | 15 |
| 4      | 4  | Reino Unido   |  | 2.50 | 12 |
| 5      | 23 | Tailândia     |  | 2.56 | 10 |
| 6      | 27 | Alemanha      |  | 2.62 | 8  |
| 7      | 44 | Reino Unido   |  | 2.63 | 6  |
| 8      | 88 | Polónia       |  | 2.88 | 4  |
| 9      | 26 | Rússia        |  | 3.02 | 2  |
| 10     | 5  | Alemanha      |  | 3.25 | 1  |
| Fonte: |    |               |  |      |    |

### Classificação
| Tabela do DHL Fastest Pit Stop Award \| Pos \| Construtor \| Pontos \| \| --- \| ---------- \| ------ \| \| 1 \| \| 43 \| \| 2 \| \| 19 \| \| 3 \| \| 12 \| \| 4 \| \| 12 \| \| 5 \| \| 8 \| \| 6 \| \| 6 \| \| 7 \| \| 1 \| \| 8 \| \| 0 \| \| 9 \| \| 0 \| \| 10 \| \| 0 \| |                |        |
| Pos | Construtor     | Pontos |
| 1 | Áustria        | 43     |
| 2 | Reino Unido    | 19     |
| 3 | Reino Unido    | 12     |
| 4 | Itália         | 12     |
| 5 | França         | 8      |
| 6 | Alemanha       | 6      |
| 7 | Itália         | 1      |
| 8 | Estados Unidos | 0      |
| 9 | Reino Unido    | 0      |
| 10 | Suíça          | 0      |

## Tabela do campeonato após a corrida
Somente as cinco primeiras posições estão incluídas nas tabelas.
| Pos | Piloto           | Pontos |
| --- | ---------------- | ------ |
| 1   | Valtteri Bottas  | 26     |
| 2   | Lewis Hamilton   | 18     |
| 3   | Max Verstappen   | 15     |
| 4   | Sebastian Vettel | 12     |
| 5   | Charles Leclerc  | 10     |

| Pos | Construtor     | Pontos |
| --- | -------------- | ------ |
| 1   | Mercedes       | 44     |
| 2   | Ferrari        | 22     |
| 3   | Red Bull-Honda | 15     |
| 4   | Haas-Ferrari   | 8      |
| 5   | Renault        | 6      |